# Латыпов, Хамит Назипович
Хамит Назипович Латыпов (тат. Хәмит Нәҗип улы Латыйпов; род. 5 марта 1949, Половинка, Молотовская область, РСФСР, СССР) — советский и российский художник, живописец, скульптор, поэт. Заслуженный деятель искусств Республики Татарстан (2015).

## Биография
Хамит Назипович Латыпов родился 5 марта 1949 года в посёлке Половинка Молотовской области, ныне относящимся к городу Губаха. Из семьи Муфавазы и Назипа Латыповых, есть сестра Фаягуль. После рождения сына Латыповы переехали на родину — в село Булярово Илишевского района Башкирской АССР, где Хамит провёл своё детство. Отец — участник Великой Отечественной войны и узник нацистских концлагерей, был деревенским плотником, ввиду чего Хамит с юных лет приобщился к самобытной национальной культуре обработки дерева, проникся любовью к красотам леса. В возрасте семи месяцев он потерял мать, а в 13 лет — отца, скончавшегося от последствий боевых ранений.
Начальную школу окончил в Булярово, восьмилетнюю — в соседней деревне Тупеево. В 1964 году уехал в Уфу и поступил в музыкально-педагогическое училище, где готовили учителей музыки и рисования. Однако из-за финансовых трудностей уже на первом курсе бросил учёбу и устроился нефтяником в посёлке Семилетка Дюртюлинского района. Вернувшись в Булярово, работал заведующим сельского клуба, а с 1967 года был художником-оформителем газеты «Маяк» в районном центре Верхнеяркеево. Окончив годичные курсы столяров в Уфимском строительном техникуме, в 1968 году вернулся к работе в нефтедобывающих и строительных организациях Дюртюлинского района. В 1972—1973 году обучался на курсах богородской резьбы в селе Богородское Загорского района Московской области, где продолжил совершенствовать своё профессиональное мастерство. В 1974 году поступил в Уфимское училище искусств, которое окончил в 1978 году по специальности «художественная обработка дерева».
В том же 1978 году его родная деревня полностью исчезла, что вкупе с потерей родителей оставило глубокий след в дальнейшем творчестве Латыпова. После получения образования уехал в Набережные Челны, где в 1978—1983 годах работал художником-резчиком в местном отделении Татарстанского художественного фонда и занимался оформлением общественных зданий. В 1983 году переехал в башкирский город Туймазы и до 1990 года работал художником на Туймазинском фарфоровом заводе. В этот период разрабатывал формы декоративных ваз в технике шёлкографии и деколи, а также образцы сувенирных изделий для массового выпуска Туймазинским заводом медицинского стекла. С 1991 года участвовал в работе уфимской группы авангардистов «Чингисхан», активно работал над полуабстрактными резными композициями и рельефами. Оставив работу на фабрике, в 1992 году занялся живописью, написав всего за несколько лет около четырёх десятков картин маслом на холсте.
Переехав в Уфу, с 1995 года начал создавать станковые листы в технике пастели. В дальнейшем, испытывая творческий кризис, вернулся снова в Туймазы. Активно занимался пропагандой искусства художественной резьбы, поспособствовав открытию в 1999 году открытию в Туймазинском профессиональном лицее № 49 трёхгодичного отделения по обучению специальности резчика по дереву. В 2000 году по приглашению фонда Национально-культурного центра «Туран» приехал в Казань, где до 2002 года работал главным художником сувенирной фабрики, занимался созданием образцов различных сувениров, шкатулок, предметов мебели, декоративной посуды, выпустив также сюжетно-орнаментальную серию резных настенных тарелок из дерева. В 2002—2003 годах преподавал в филиале детской школы искусств в посёлке Шемордан Сабинского района. В 2004 году вернулся в Туймазы, активно продолжил заниматься художественным творчеством, исполнив за несколько лет эскизы более двухсот сувенирных изделий в мелкой пластике, часть из которых воплотил в резном дереве. Ныне живёт и работает в Набережных Челнах. В 2015 году удостоен звания заслуженного деятеля искусств Республики Татарстан.
Член Союза художников России (с 1998 года), Союза писателей Республики Татарстан (с 2002 года). Работает под творческим псевдонимом — Хамит Латыйп (тат. Хәмит Латыйп). С детства увлекался поэзией, первое стихотворение было опубликовано в 1966 году в илишевской районной газете «Маяк». В 1990-х годах начал серьёзно заниматься поэтическим творчеством, получил известность как автор остроумных, философски-лирических стихов, с которыми публиковался в башкирской и татарской периодической печати. В 1997 году выпустил свой первый сборник стихов «Җир һәм күк» («Земля и небо») с собственными графическими иллюстрациями, который похвально был оценен литературной критикой. В том же году Туймазинской студией телевидения был снят документальный фильм о Латыпове под названием «Ностальгия». По оценкам Р. Г. Шагеевой, он — второй после Б. Урманче, кто соединил осязаемый художественный образ с искусством письменного слова, привлекающим не только шлифованностью стихотворной формы, но и глубоким философским содержанием. В Казани также издан ряд книг и альбомов Латыпова, в которых его стихотворное творчество представлено в сочетании с живописью, резьбой по дереву, декоративно-прикладным искусством.

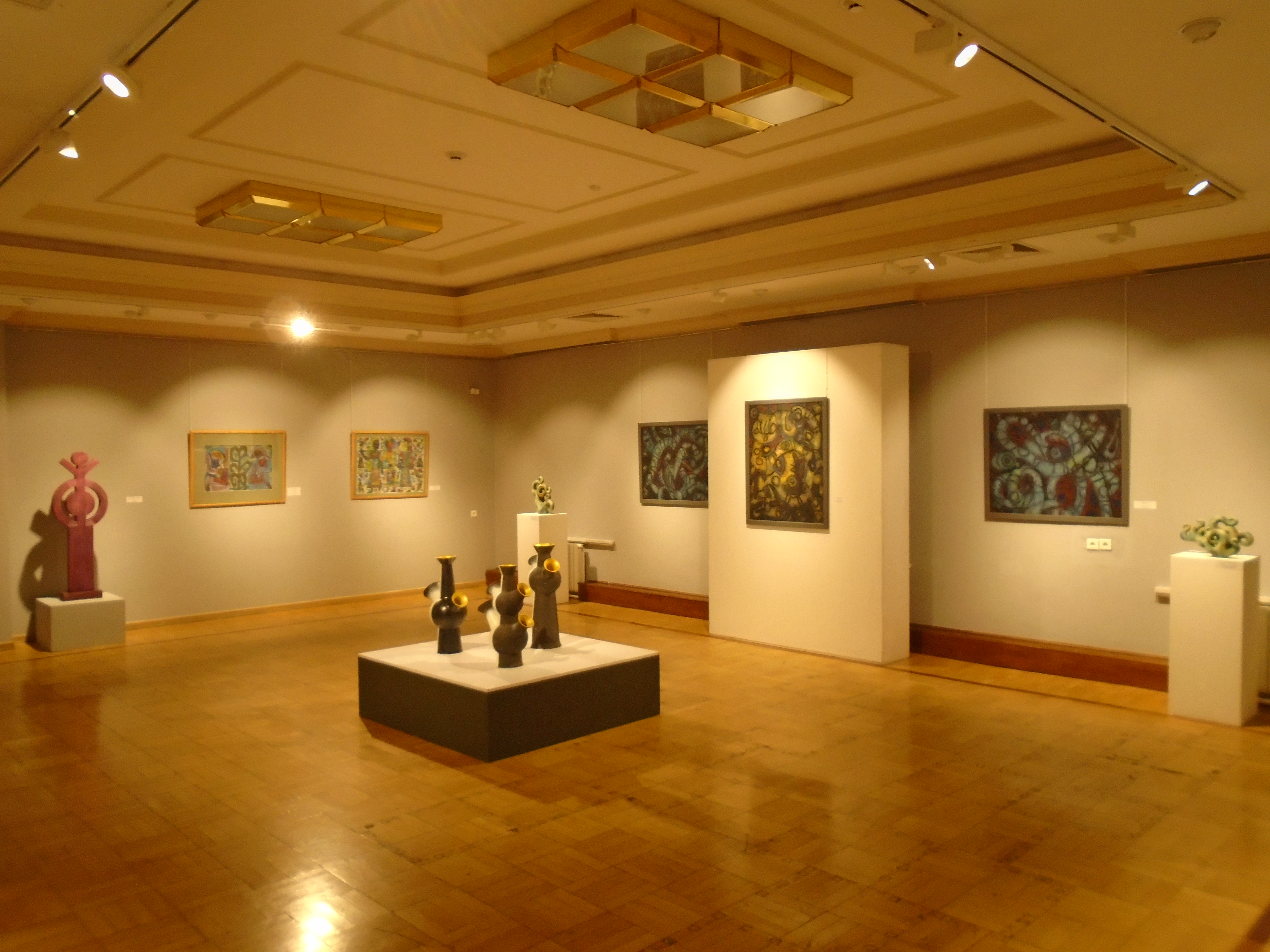
Персональная выставка, 2022 год

Неоднократно с 1975 года участвует в международных, республиканских, зональных, групповых выставках живописи и декоративно-прикладного искусства, проходили также и персональные выставки Латыпова в Уфе (1996, 1997, 2000), Туймазах (1996), Казани (1998, 2000), Набережных Челнах (2001), Богатых Сабах (2002). В 2022 году персональная выставка состоялась в Национальной художественной галерее «Хазинэ», на которой было представлено порядка ста произведений в жанрах живописи, пастельной графики, керамики и резьбы по дереву. Произведения Латыпова находится в собраниях Национального музея Республики Татарстан, Государственного музея изобразительных искусств Республики Татарстан, Национально-культурного центра «Казань», Башкирского государственного художественного музея имени М. В. Нестерова, Туймазинского историко-краеведческого музея, Болгарского государственного историко-архитектурного музея-заповедника, Государственном литературно-мемориальном музейном комплексе Г. Тукая в Новом Кырлае, в частных коллекциях в России, Турции, США, Франции, Израиле.

## Очерк творчества

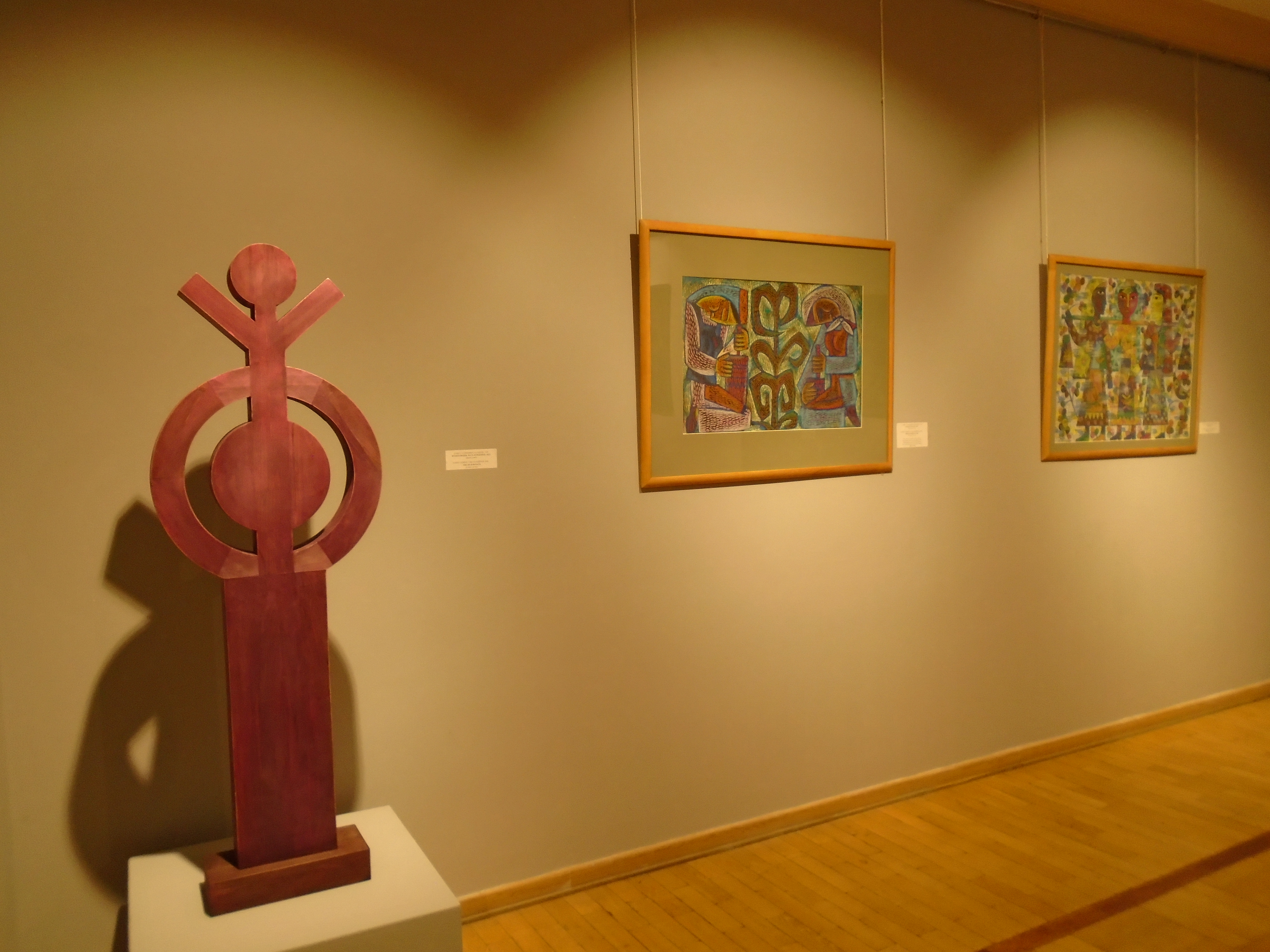
Дерево, пастель

Свой творческий путь Латыпов начал с создания произведений из дерева в технике многоплановой плоскорельефной резьбы. Уже с первых работ латыповская резьба отличается характерным вибрирующим и фактурным характером, воссозданием мерцающего и живого воздушного пространства, наполненного теплом, красотой и таинственностью. У Латыпова часто встречается мотивы таинственного и дремучего лесного мира, журчащего родника, мелодии леса, птичьего пения, тонкой простоты и красоты природы. Таковы, например, настенные панно «Шурале» (1975), «Пряхи», «Песня», «Соловей» (все — 1979), «Старик с трубкой» (1980), а также двустворчатые двери «По мотивам сказок Г. Тукая» (1983) для музейного зала детского сада в Набережных Челнах. В дальнейшем, в 1990-х годах эта монументальная работа бесследно исчезла, когда детский сад был приватизирован и попал в частные руки. В одной из первых работ-панно «По воду» (1977), выполненных во время учёбы в Уфе, Латыпов показал умение раскрыть глубину и перспективу переднего, среднего и заднего планов, обединённых в формах красивых стройных девушек. Одной их любимых композиций того перида для художника стало панно «Шурале» (1975), в котором он при изображении одураченного Былтыром героя осмыслил целый татарский мир, потерявший своё прошлое и заблудившийся в поисках дороги в будущее.
Резьба у Латыпова отличается плавными криволинейными очертаниями, напоминает орнаментальную вышивку, войлочные ковры или кожаную мозаику, куда художник вплетает сюжетные изображения по мотивам татарского национального фольклора, легенд и преданий («Старик с птицей», «Мальчик и Шурале»). Рад работ посвящены тематике народных легенд, он с восхищением работает над интерпретацией татарских сказок. Не подражая бездумно различным приёмам и стилям, в резьбе по дереву Латыпов показал себя самобытным мастером, воплощающим в своих произведениях масштабные сюжеты, создающим оригинальные серии, разрабатывающим собственные стилистические приёмы и технологии. В критике отмечается, что если бы национальная тема решалась Латыповым в русле традиционного искусства или реализма, то она так бы и осталась в рамках романтизированной этнографии, не достигла бы той степени художественной мощи и силы, которыми обладают его работы, выполненные на стыке тюркского искусства и современного урбанизма с явлениями авангарда, кубизма, постмодерна.

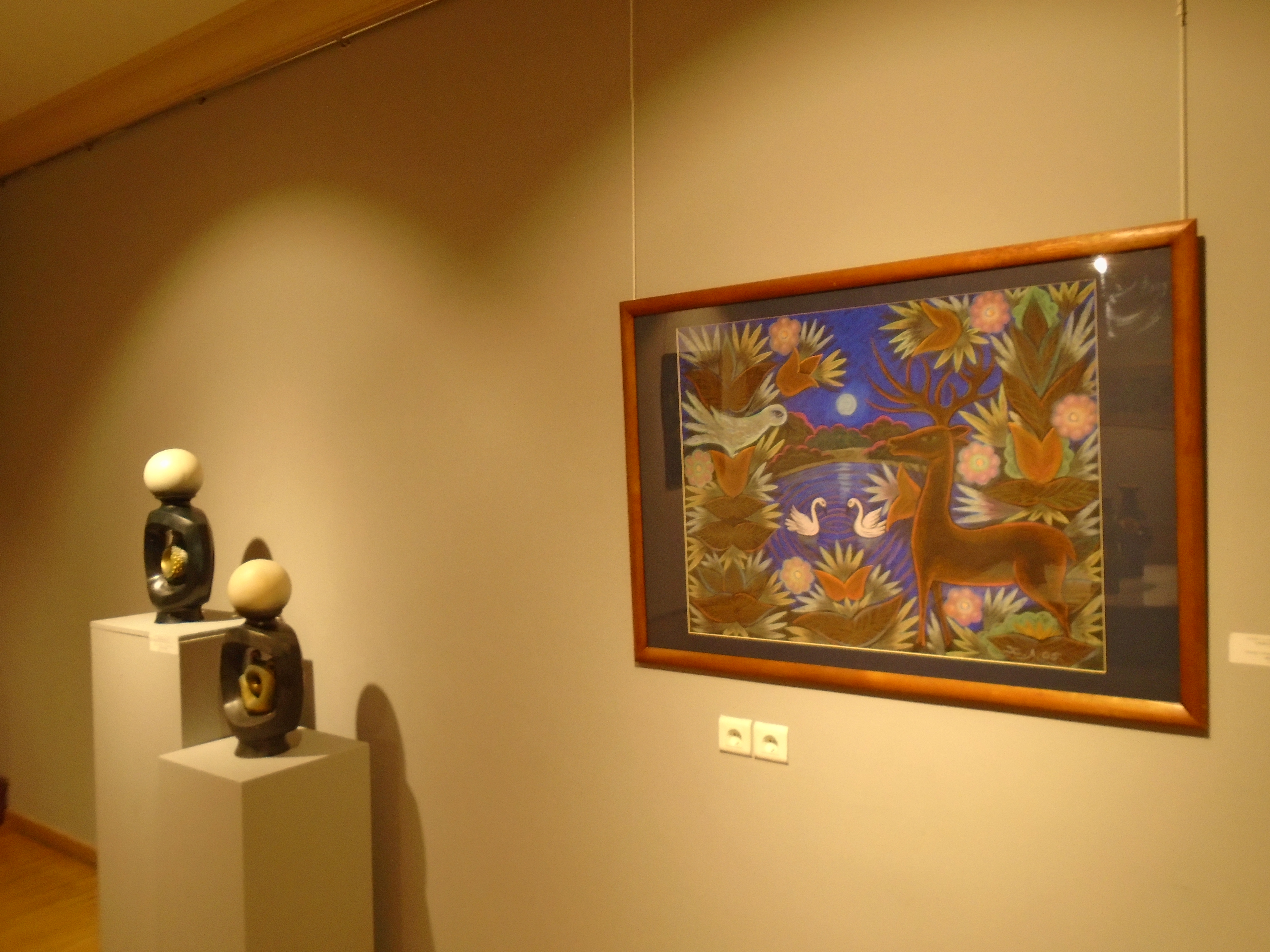
Керамика, пастель

С конца 1980-х годов Латыпов активно начал работать в керамике, над созданием декоративных ваз, сервизов, малых скульптурных форм из шамота, глины, фарфора, бисквита, фаянса, став также автором эскизов для сувенирных изделий массового производства. Результатом творческих экспериментов в области посуды стало подчёркнуто конструктивное начало изделий, пропорциональность соотношений, усиление декоративной выразительности, использование орнаментальных ритмов и яркой цветовой гаммы. Примером тому могут служить серия ваз «Контрасты» (1989, бисквит, цветная глазурь), набор сосудов «Булгарские» (1991, фаянс, подглазурная роспись), вазы «Ритм» (1992, фаянс, задувка кобальтом), композиция из кувшинов «Пластика» (1993, фарфор, надглазурная роспись), а также мелкая пластика — «Сак и Сок» (1980, шамот), «Думы» (1991, бисквит, фарфоровые краски), «Царица Змея» (1992, шамот), «Зилант» (1992, глина, цветная глазурь).

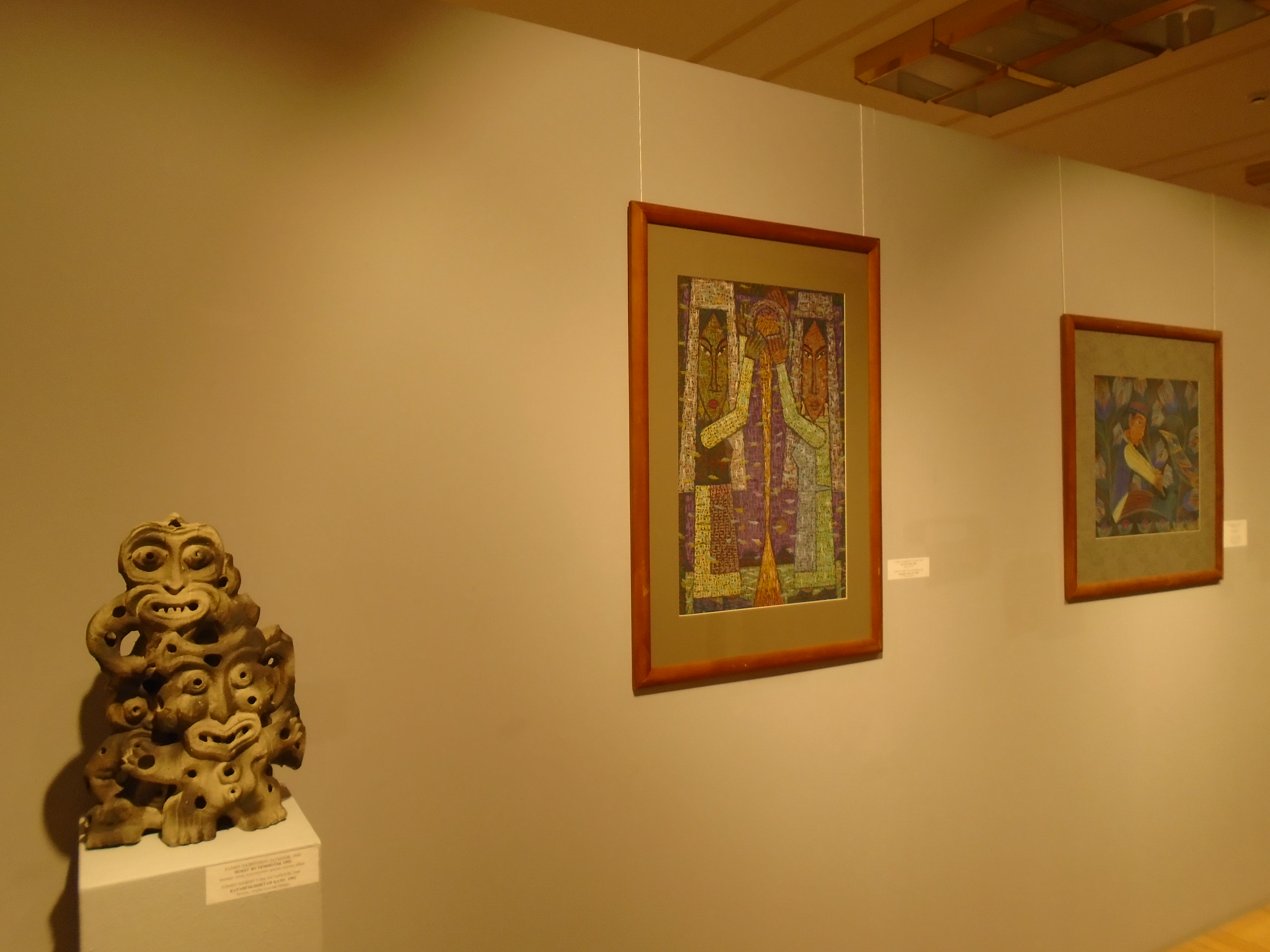
Глина, пастель

Работы художника изобилуют орнаментированными, переливающимися, абстрактными сочетаниями, цветовым богатством национальной полихромии, изображениями мифологических героев, девушек, всадников, батыров. Они представляют собой некий духовный пантеон татарского народа, в котором запечатлены этапы культуры, образ жизни и характер мышления этноса, его надежды и чаяния. Также Латыпов известен как автор живописных полотен маслом по холсту («Старик с внуком», «Пахари»), плодотворно он трудится и в станковой графике, особенно в жанре пастели — таковы, например, работы «За водой», «Батыр», «Девушка на коне» (все — 1995), «Вестник» (1995), «Курай» (1996), «Баламишкин», «Пастух», «Чаепитие» (все — 1997), а также серия из девяноста листов под названием «Туган җирем» («Родная земля», 2005). Помимо этого он является автором линогравюр, офортов, книжных иллюстраций в технике туши пером. Все ипостаси Латыпова как графика, резчика, живописца находится в постоянном взаимодействии, давая ему импульс для дальнейшего развития и совершенствования.

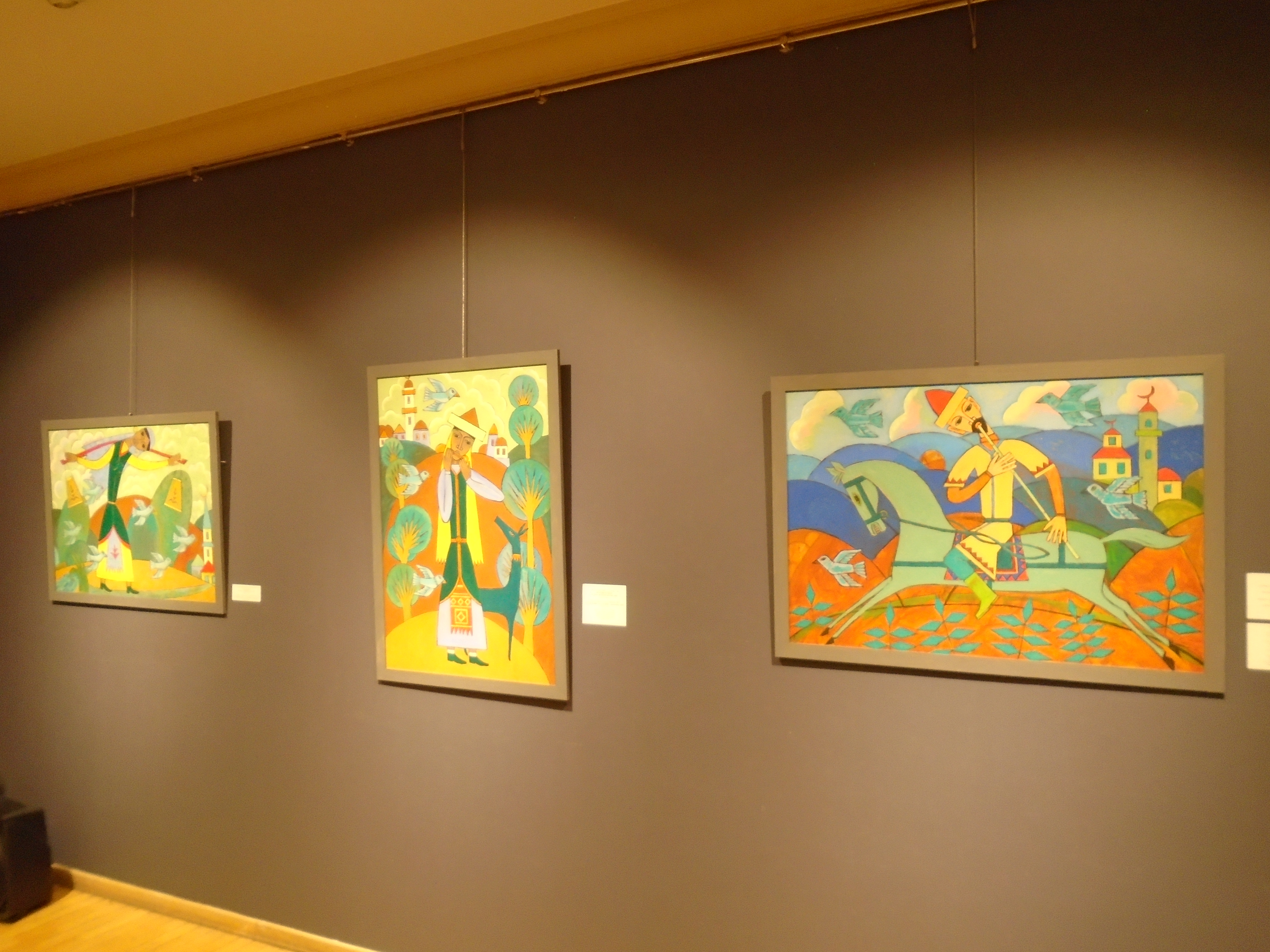
Живописные работы

Выступая как против сухого академизма, так и отвлечённого реализма, Латыпов следует самостоятельно найденному стилю, своего рода экспромту-импровизации, сочетающему в себе художественные находки и приёмы живописи, керамики и резьбы по дереву. Панорама образов из его работ, вдохновленных тематикой татарской деревни и оттого проникнутая глубоким почитанием поэзии Г. Тукая, стала свидетельством появления новой поэтики, проявления татарского национального романтизма, берущего истоки во французском фовизме, русском «бубнововалетстве», татарском наивном искусстве и авангарде. Творчество Латыпова представляет разновидность неопримитивизма в татаавангардизме. По словам Г. Ф. Валеевой-Сулеймановой, его произведениям присущи музыкальная ритмичность, орнаментально-декоративная трактовка формы, условность пространства, импровизационная свобода в трактовке мотивов и образов татарского орнамента, а художественное мироощущение характеризуется стремлением к национальным истокам вкупе с пластической выразительностью.

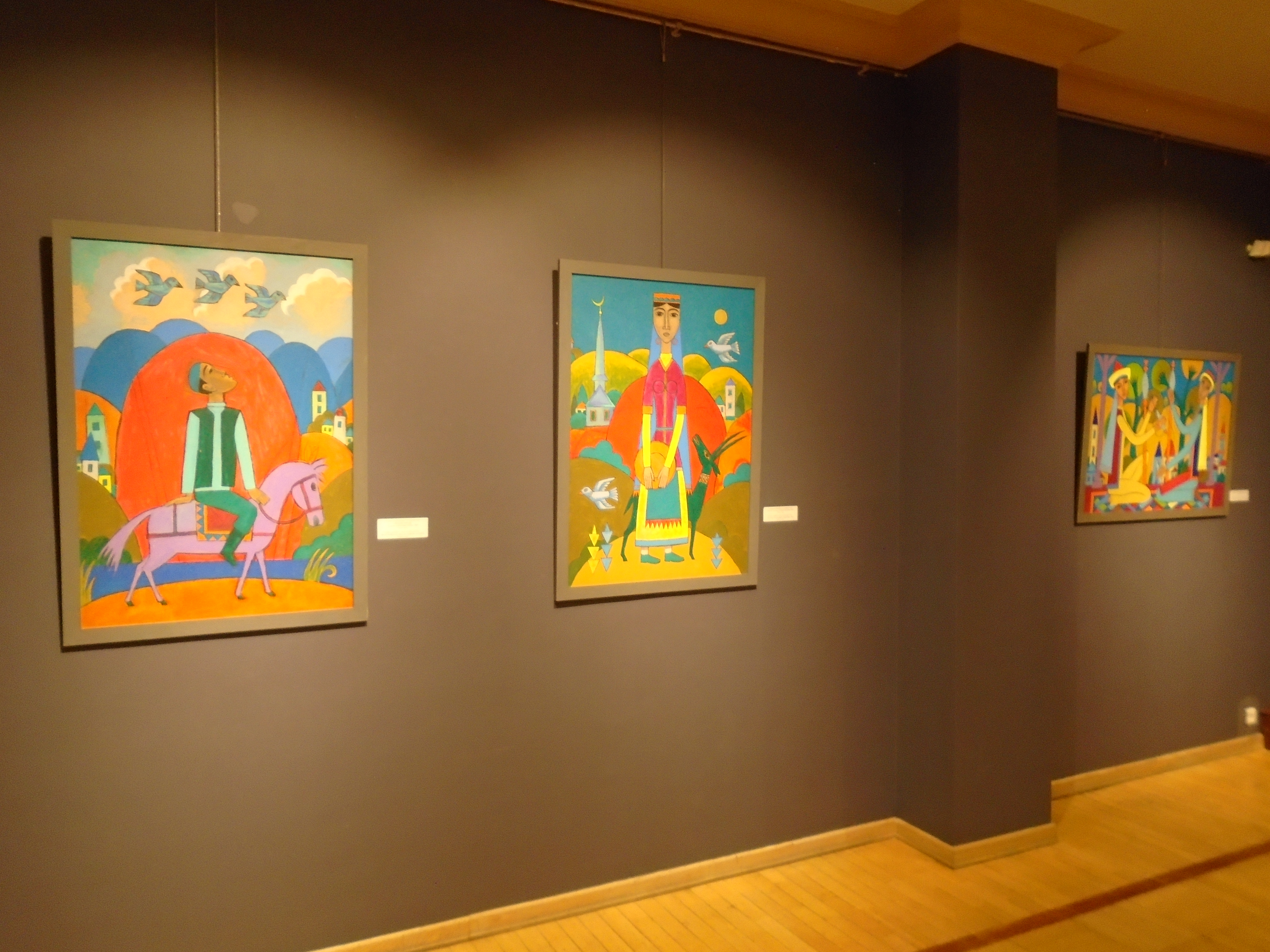
Работы с тюркскими образами

Как указывала Р. Г. Шагеева, графические произведения Латыпова знаменуют прорыв в сфере возрождения духовных ценностей татарского народа, национальной ментальности и нравственности, которые формировались на протяжении столетий, и которые невозможно и нельзя терять. Он активно обращается к фольклорному наследию татарского народа, занимается возрождением в искусстве визуальной поэтики мифологических образов и символики национальных архетипов. Идеализируя и репродуцируя культурологические признаки деревенской жизни, праздники, культы, обряды, тотемы, Латыпов превращает это пространство в своеобразный цвето-ритмический изобразительный ковёр, наполненный абстрактно-геометрическими деталями, рисунками растений, птиц, флоры и фауны, приподнятыми до состояния орнамента. Почти в каждой работе Латыпов изображает животных, отмечая, что это по-своему интересная и привлекательная тема. Так как природа отличается разнообразием и богатством, по словам художника, стоит лишь пропустить через чувства эту красоту и добавить к ней фантазию, в результате чего в материале создаётся уже своя мелодия.
Стилистика картин художника определяется критиками как живописная графика — чёткие силуэты людей выполнены в стиле народного примитива, показаны в разных бытовых ситуациях, вписаны в сложный орнаментальный плотный фон, заполняющий всю пространственную плоскость полотна. Образная система живописи Латыпова напоминает своим стилем фрески древнего Египта, скульптурную пластику и рельефы Месопотамии, Шумер-Аккада, скульптуры моаи с острова Пасхи, вплоть до тюркских балбалов. Некоторыми критиками также усматривается влияние визуальной культуры цивилизаций майя, ацтеков, тольтеков, к чему Латыпов пришёл не специально. Композиции из трёх или двух будто вырубленных из камня человеческих фигур с четырёхугольными лицами, квадратными телами, прямоугольными пальцами горизонтально сведённых рук, словно транслируют некую древнюю мощь и энергию, способную разорвать ткань изображения. Подобно алыпам, тюркским героям-богатырям, обладающим созидательной нечеловеческой силой, эти латыповские по-монументальному строгие троицы несут в себе патетическое начало, будто являются вместилищем тысячелетнего величия татарского народа, энергетического потенциала физической и творческой силы созидателей, строителей, хлебопашцев.

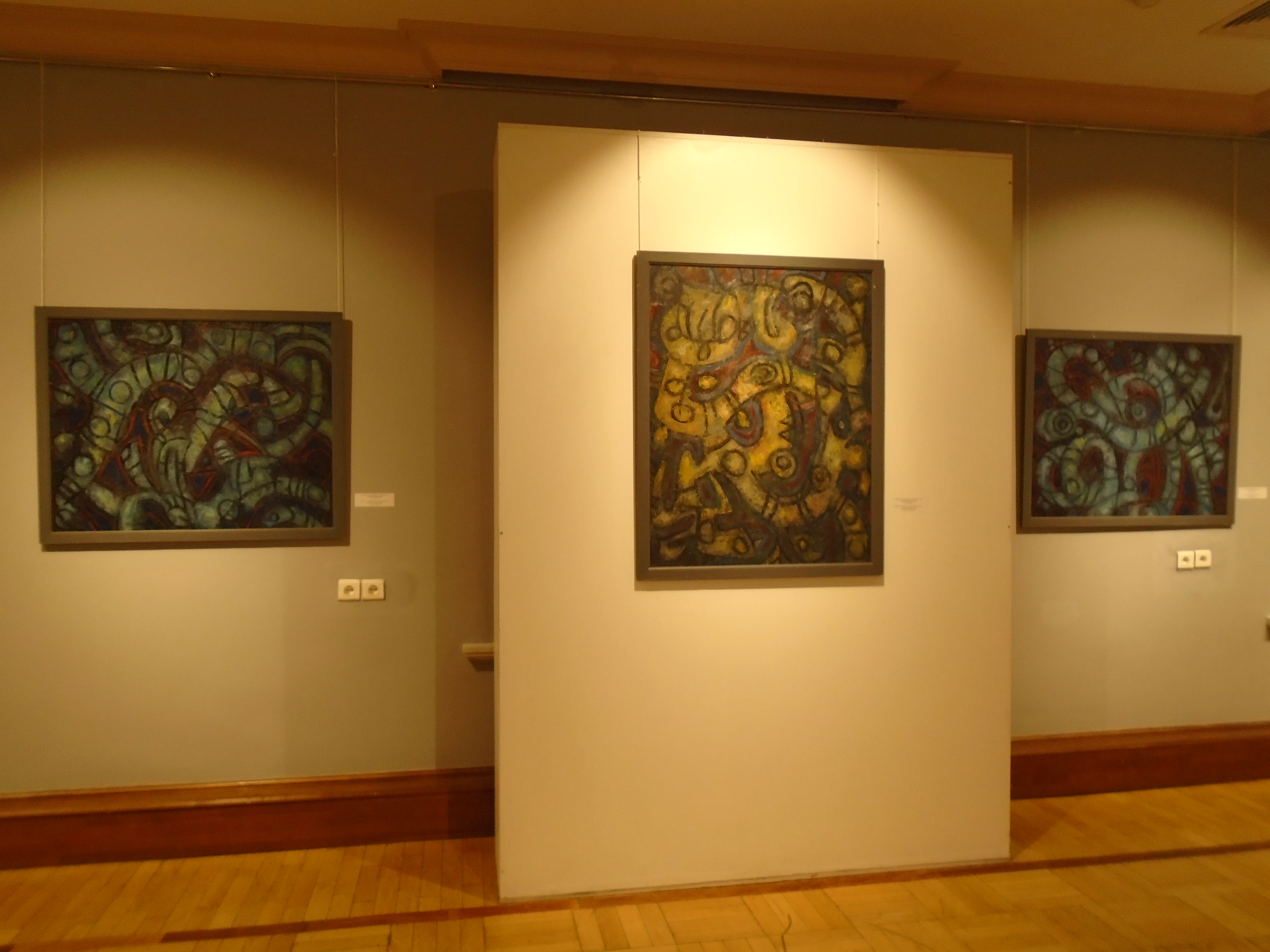
Живописные полотна работы Латыпова

Основной тенденцией художника является поиск этнических корней тюркских народов, интерес к их мифологии и верованиями, попытки отыскать истоки мироощущения татарского и башкирского народов посредством воплощения в произведениях орнаментов декоративно-прикладного искусства, элементов быта и обрядов. Логичным развитием процесса демонстрации единства тюркского мира в работах Латыпова стало осмысление такого феномена как татаро-башкирская общность, Идель-Урал, слияния гор и рек, статики и подвижности, воплощённое посредством характерных типажей, ремёсел и трудовых процессов («Делание кумыса», «Разговор», «Пьющие кумыс», «Играющие на курае»). Герои со статными лицами, смело идущие вперёд в будущее, рассекая воздух и обгоняя ветер, чьи прототипы виднеются ещё в раннем творчестве художника, поднимаются до уровня философски масштабных образов хранителей земли и вод, обитающих в «благородной земле» — «Асыл ил», подобной земному раю. Самостоятельный поэтизированно-художественный мир Латыпова, состоящий из красивых, ни на что не похожих деревень, круглоликих дев и стариков-жрецов, диковинных деревьев и цветов-сияний, в итоге превращается в некий первомир, в общую прародину тюрков.
Опыт работы с фарфором, живописью и графикой не остановил творческие поиски Латыпова в области обработки дерева, но наоборот — придал его творчеству композиционную смелость и дерзость относительно создания образной эмоциональной среды произведения. В период работы в сувенирной мастерской из-под его руки выходили резные и крашеные деревянные сундуки, панно, национальная посуда, зеркала, чашки, плошки, подносы, тарелки, ложки, керамические сувениры, письменные приборы, наполненные персонажами национального фольклора. Это были одновременно функциональные и декоративные изделия, отличающиеся удивительной самобытностью мотивов («Мелодия кубыза», «Мелодия леса», «Тукай», «Хранители покоя», «Красивая девушка», «Гармонист»). Их героями становились как вещие птицы, изящные кони, девушки с коромыслами, юноши, играющие на кураях, так и властители, царевны, поэты и мудрецы прошлого, посредством которых Латыпов выражал генетический код татарского народа, красоту и мудрость национального искусства.Большое количество сувениров Латыпов исполнил к 1000-летию Казани, однако они остались невостребованными и в единственном экземпляре, несмотря на многообразность тематической разработки, как, например, в панно «Песня о Родине» (2001).

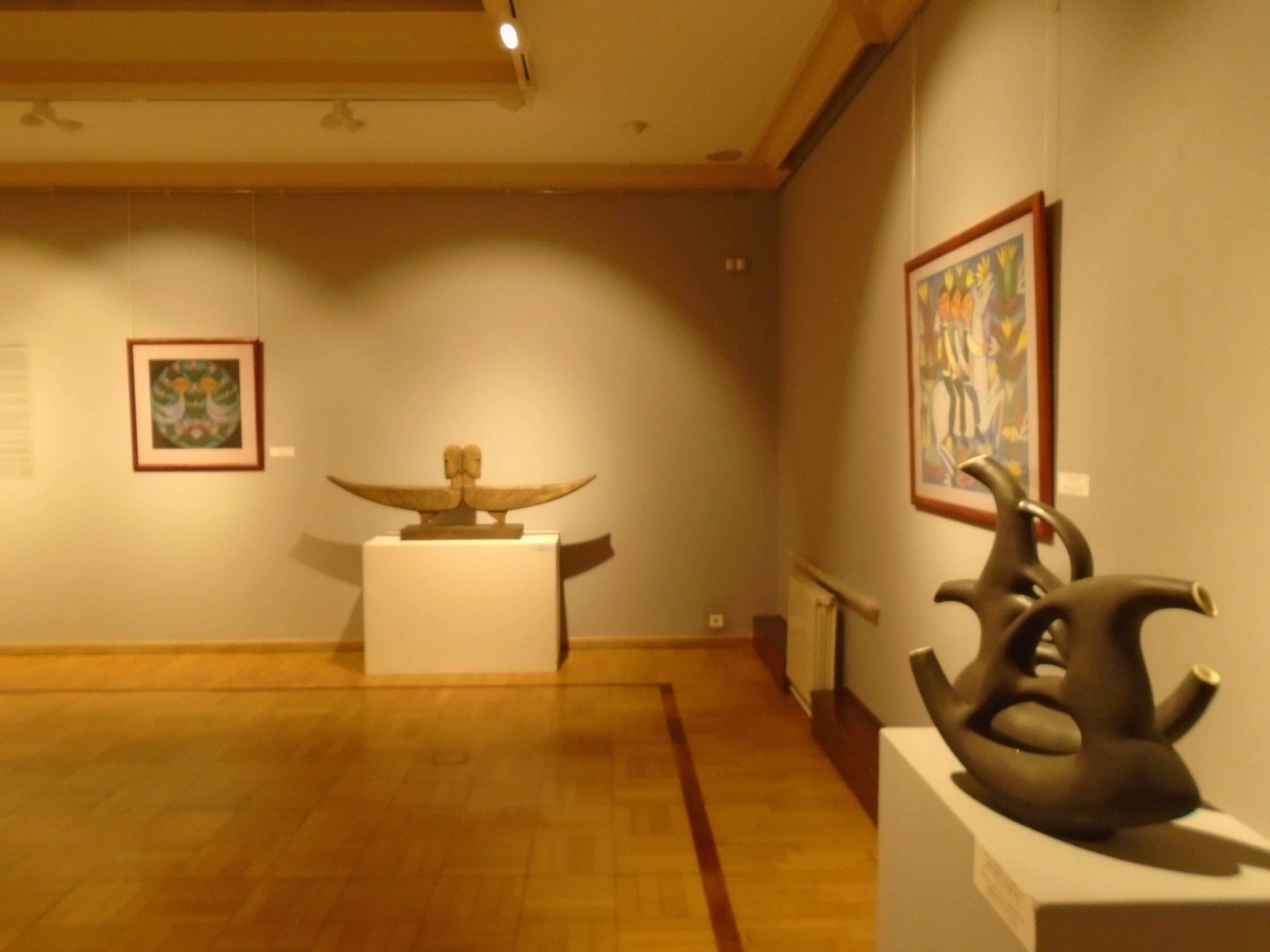
Дерево, керамика, живопись

В ряде работ Латыпов не пытается выразить какую-либо особенную философскую задачу, а лишь создаёт из куска дерева что-то «живое», необычный и красивый сувенир. Однако, для того чтобы создать что-то, по мнению художника, надо прежде всего чётко обдумать замысел, так как дерево не признаёт ошибок и излишеств, и даже через деревянные формы можно передать вечную красоту и философское богатство души. Для Латыпова не составляет большого усилия из любого куска дерева или полена, валяющегося в дворнике, сотворить сувенир-игрушку, раскрыть в нём как силует человека, так и образ животного. Тему сувенира он вообще считает одним из наиболее привлекательных для себя направлений, которым можно заниматься на протяжении целой жизни, но при этом трудно до конца раскрыть и постичь. В разных работах Латыпов то стремится к простоте и к отсутствию особого украшательства, либо наоборот обогащает композицию сложным узором и орнаментом, пытаясь шире раскрыть возможности дерева и инструментов. Сувенир для Латыпова является плодом увлечения стилизацией, так как для такого рода произвдений характерна условность решения, лаконизм идеи, но вместе с тем и многообразие форм.
Кусок дерева, чурбашку или доску не надо особо мучить резьбой, долблением, высечением. Мне кажется, что у каждого дерева есть душа… И надо обращаться с ней бережно. Следует также заметить, что чрезмерное увлечение техникой, экспериментирование с режущими инструментами, как бы это ни было увлекательно, не всегда обеспечивают успех. Несмотря на то, что я много всего перепробовал (и долбил, и вырезал, и ваял), остался во мнении, что касаться дерева надо очень осторожно, обращаться с ним почти как с живым предметом.Хамит Латыпов, 2021 год.
Композиции Латыпова отличаются богатой многообразной фактурой, в своей работе он использует нож и стамеску, отмечая, что даже одним ножом можно красиво и нежно обработать дерево. С каждым следом от стамеской отображаемый Латыповым образ лишь обогащается, он сам полагает, что мастерство резьбы заключается непередаваемой гармонии переплетения всех элементов, узоров, форм, линий. Так, например, в панно, посвящённом творчеству Г. Тукая (2008), с помощью стамески Латыпов применил новый приём создания фактурного фона изображения, расширив творческие возможности резьбы, а в работе «Девушка с цветами» (2003) прибёг к обычному способу выдалбливания рисунка, отсылающему к простому народному искусству, которое всегда волновало художника. По мнению Латыпова, мастер резьбы по дереву при работе с инструментом и придумывании композиции должен обладать достаточной творческой смелостью, которая является неизбежным помощником при поиске своего пути в искусстве. Композия у него — это «художественное открытие, построенное на одном ритме, будь то резьба, графика, масляная живопись, изображение природы, фигуры, сюжет или абстрактное представление», «духовная вселенная художника-философа, нашедшего воплощение в небольшой соразмерной форме произведения». В шамордановский период (2002—2003) визуальный ряд художника дополнился космогоническими мотивами («Древо жизни», «Звёзды», «Ветер», «Несущийся поток воды») в закруглениях и вибрациях резьбы, которые при наличии двухслойной плоскости в виде выделенного верха и уступчатых впадин позволили создать ещё одну дополнительную фактуру, отличающуюся ажурной игрой света и тени.

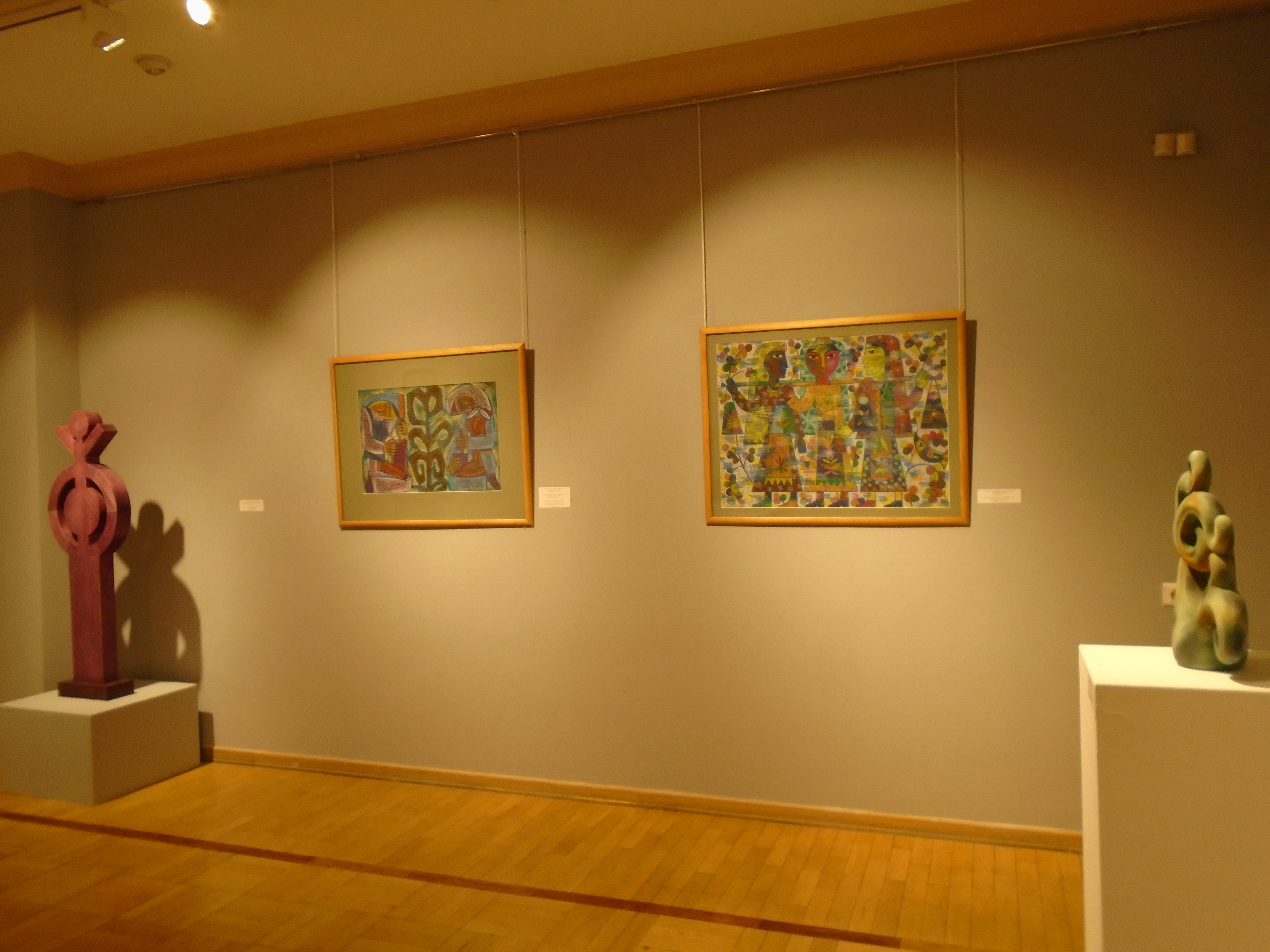
Произведения в различных художественных техниках

Начиная с 2006 года Латыпов сосредоточился на такой новой для себя форме, как цилиндрические вазы, предназначенные, например, для мёда, кумыса, взбивания масла. Таковы, например, вазы «Красивый луг», «В одном лесу», «Песнь всадников» (все — 2006), бочонки для складывания всякой мелочи «Птицы-охотники», «Задумчивые птицы», «Слышу» (все — 2006), или же медовница с крышкой (2006), ставшая синтезом многочисленных творческих экспериментов Латыпова. По словам Латыпова, «когда задумываешь композицию для бочек, сосудов, медовниц, изображение ложится по кругу, поэтому рисунок не виден полностью, видна только часть в виде фрагмента», ввиду чего «видимая часть заполнена серьёзными элементами полностью и многомерно». Такого рода произведения отличаются графической ясностью и чёткостью линий, густой узор их золотистой поверхности покрыт резной вязью и наполнен образами из татарских сказок, куда художник вкрапливал свои собственные детские впечатления и фантастические сюжеты («Лев», «Луговая птица», «Жеребёнок»), достигая высокого уровня поэтического ассоциаций и монументальной значительности. Вечной темой для него в этом плане является древний Булгар, которому Латыпов посвятил композицию «Булгарские вазы» (2006). В тот же период он создал ряд плоских скульптурных фигурок из дерева высотой 15—20 сантиметров, а также резную серию «Маски», вдохновлённую образами африканских масок. По собственному признанию, Латыпова всегда волновала эта удивительно увлекательная тема, в которой будто заключена невыразимая колдовская сила, внутренняя энергия и аура. Подобного рода работам также присущи качества сувениров, они одновременно воплощают в себе потребности населения, так и раскрывают духовные традиции татар («Мальчик и Шурале», «Бабай», «Девушка с птицей», «Мать и дитя», «Ангел»).

## Награды
- Почётное звание «Заслуженный деятель искусств Республики Татарстан» (2015 год) — за большой вклад в развитие изобразительного искусства и многолетнюю творческую деятельность[69].
- Серебряная медаль «Духовность. Традиции. Мастерство» Союза художников России (2014 год)[7].
- Грант правительства Республики Татарстан в номинации «Живопись» (2023 год) — за картину «Вечер»[70].